# Awraham Ti’ar
Awraham Ti’ar (hebr.: אברהם טיאר, ang.: Avraham Tiar, ur. 29 stycznia 1928 w Kabis, zm. 26 kwietnia 2011) – izraelski prawnik i polityk, w latach 1961–1969 poseł do Knesetu.

## Życiorys
Urodził się 29 stycznia 1928 w Kabis w ówczesnym francuskim protektoracie Tunezji. Ukończył francuską szkołę średnią. W 1948 wyemigrował do Izraela.
Ukończył studia prawnicze na Uniwersytecie Hebrajskim. Pracował jako prawnik. Był działaczem Histadrutu.
W wyborach w 1961 został wybrany posłem z listy Herutu. W piątym Knesecie zasiadał w komisjach służby publicznej; spraw wewnętrznych; budownictwa oraz pracy. W trakcie kadencji doszło do połączenia Herutu z Partią Liberalną w jedną frakcję – Gahal. Z koalicyjnej listy Ti’ar uzyskał reelekcję w wyborach w 1965, a w Knesecie szóstej kadencji był członkiem komisji budownictwa, spraw gospodarczych oraz edukacji i kultury. 29 marca 1967, wraz z Szemu’elem Tamirem i Eli’ezerem Szostakiem, opuścił Gahal tworząc nową partię – Wolne Centrum. W wyborach w 1969 utracił miejsce w parlamencie.
Zmarł 26 kwietnia 2011.